# Лалітавістара
Лалі́тавіста́ра («Детальний опис ігор») або Су́тра Лалі́тавіста́ра — біографія будди Сіддгартхи Ґаутами. Складена у 3 столітті представниками школи сарвастівади. Згодом доповнена і частково перероблена послідовниками махаяни на сутру. Перекладена китайською мовою на початку 4 століття і тибетською — близько 9 століття. Завершує процес абсолютизації Ґаутами, описуючи його як надприродну істоту, що стоїть вище богів.